# رزم‌ناو سبک

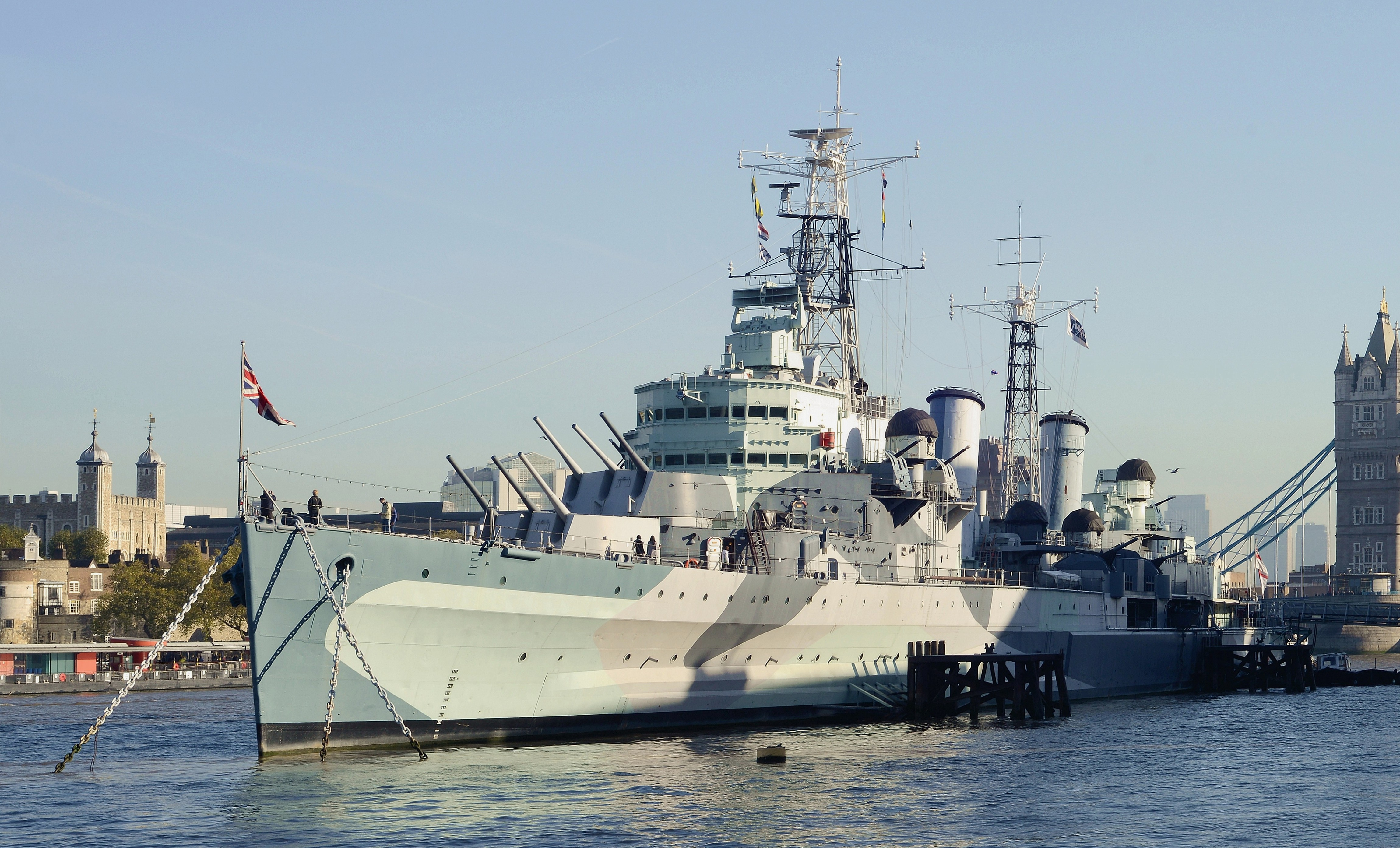
اچ‌ام‌اس بلفاست، یکی از آخرین رزم‌ناوهای سبک بازمانده که ۱۲ اسلحهٔ ۶ اینچی حمل می‌کند و ۱۱٬۵۵۳ تُن را جابجا می‌کند. واژهٔ «سبک» در جنگ جهانی دوم به اندازهٔ اسلحه اشاره دارد، نه قابلیت جابجایی و حمل تجهیزات

رزم‌ناو سبک نوعی کشتی جنگی کوچک یا متوسط است. این اصطلاح، کوتاه‌شدهٔ عبارت «رزم‌ناو زرهی سبک» است که کشتی کوچکی را توصیف می‌کند که زره را به همان صورت رزمناوهای زرهی داراست. پیش از این، رزم‌ناوهای کوچک‌تر، از رزم‌ناوهای محافظت‌شده بودند و فقط عرشه‌های زرهی داشتند. در حالی‌که سبک‌تر و کوچک‌تر از سایر کشتی‌های معاصر بودند، آن‌ها همچنان رزم‌ناوهای واقعی بودند و شعاع عمل گسترده و خودکفایی عمل مستقل در سراسر جهان را حفظ کردند. آن‌ها در طول تاریخ خود، در نقش‌های مختلف، عمدتاً به‌عنوان اسکورت کاروان یا ناوگان و کشتی‌های فرماندهی ناوشکن، کشتی‌های پیشاهنگ و کشتی‌های پشتیبانی ناوگان جنگی خدمت کردند.